# Werner Jernström
Werner Jernström (n. 5 ianuarie 1883, Stockholm, Suedia-Norvegia – d. 29 aprilie 1930) a fost un trăgător de tir ce a reprezentat Suedia, medaliat olimpic. A participat la o ediție a Jocurilor Olimpice (1912) în care a câștigat o medalie de bronz.